# 心動的感覺
《心動的感覺》（法語：L'Étudiante）是一部1988年法國浪漫喜剧電影，由克勞德·皮諾托執導，苏菲·玛索、萬桑·藍東和伊莉莎白·維塔莉主演。這部電影由克勞德·皮諾托和丹妮艾拉·湯普森編劇，講述了一位雄心勃勃的女学生忙於準備期末考試的故事，她的學業因與一位爵士音樂人的熱戀而中斷。這部電影於1988年10月10日在法國院线上映，並在法國获得1,583,067人次入场观看。
本片在德国和意大利曾以《初吻3》（La Boum 3；）为名发行。

## 剧情
在冬季度假期间，爱德华·让森（萬桑·藍東饰）在缆车上遇到了年轻的瓦伦丁·埃斯克拉（苏菲·玛索飾）。尽管这次相遇很短暂，但爱德华却对瓦伦丁一见钟情。他有幸在假期结束时再次见到她，当时他们正在回到里昂火车站。他决心抓住机会，邀请瓦伦丁几天后共进晚餐。瓦伦丁深深被他吸引，接受了邀请。在这顿晚餐上，两人交流了各自的生活，发现彼此生活方式截然不同。爱德华是一个在乐队里玩音乐并作曲的潮人，生活在夜晚。瓦伦丁是一名认真准备古典文学集训考试并在补习班教书的学生，生活在白天。然而，他们之间产生了一种化学反应，爱德华和瓦伦丁成为了恋人。然而，瓦伦丁过着有规律的生活，似乎没有时间全身心投入一段感情，但她也爱上了爱德华。尽管生活中有各种波折和困难（前任、黏人的朋友、常常无法协调的时间表和工作安排），爱德华和瓦伦丁之间的爱情仍是真挚而深刻的，正如瓦伦丁在她的古典文学集训考试口试中所表达的那样，她的演讲《爱与自爱：莫里哀〈恨世者〉中的悲剧和喜剧因素》变成了对爱德华的爱的宣言。